# Ландтаг Рейнланд-Пфальца
Ландтаг Рейнланд-Пфальца — парламент федеральной земли Германии Рейнланд-Пфальц.
Согласно первой части статьи 79 Конституции Рейнланд-Пфальца, «Ландтаг является высшим органом принятия политических решений, избираемым народом. Он представляет народ, избирает премьер-министра, одобряет состав кабинета министров, принимает законы и бюджет, осуществляет контроль за исполнительной властью, выражает народную волю в ведении государственных дел, в вопросах европейской политики и в соответствии с соглашениями между ландтагом и кабинетом министров».
Ландтаг состоит из 101 члена.
Ландтаг собирается в здании Дойчхаус, где также созывался первый демократически избранный парламент в немецкой истории — Рейнско-немецкое национальное собрание Майнцской республики. Некоторые административные подразделения ландтага расположены в Старом арсенале.
Флаг Германии, который используют в Ландтаге — это исторический флаг, который использовали во время Хамбахского праздника.

## Состав
После выборов 14 марта 2021 года состав ландтага выглядит следующим образом:
| Партия                                           | Мест |
| ------------------------------------------------ | ---- |
| Социал-демократическая партия Германии (СДПГ)    | 39   |
| Христианско-демократический союз Германии (ХДС)  | 31   |
| Союз 90 / Зелёные                                | 10   |
| Альтернатива для Германии (АдГ)                  | 9    |
| Свободная демократическая партия Германии (СвДП) | 6    |
| Свободные избиратели                             | 6    |

Политические группы, выделенные жирным шрифтом, составляют коалиционное правительство. С 2011 года используется метод Сент-Лагю для распределения мандатов при пропорциональном представительстве.

## Председатели ландтага
- 1947—1948: Якоб Диль, ХДС
- 1948—1959: Август Вольтерс, ХДС
- 1959—1971: Отто ван Фольксем, ХДС
- 1971—1974: Йоханнес Баптист Рёслер, ХДС
- 1974—1985: Альбрехт Мартин, ХДС
- 1985—1991: Хайнц Петер Фолькерт, ХДС
- 1991—2006: Кристоф Гримм, СДПГ
- 2006—2016: Йоахим Мертес, СДПГ
- с 2016: Хендрик Херинг, СДПГ